# Cardaño de Arriba
Cardaño de Arriba es una localidad del municipio de Velilla del Río Carrión situada al noroeste de la provincia de Palencia (España), en la Montaña Palentina.

## Geografía
Se encuentra en la ribera del río Cardaño o Cardiel, en un profundo valle, dentro del parque natural de la Montaña Palentina, lo que le confiere una gran riqueza de fauna y flora, Además alberga algunas de las mayores elevaciones de la Montaña Palentina. La localidad se encuentra justo detrás del pico Espigüete.
Se encuentra a 1420 m s. n. m., lo que la hace la 2.ª localidad más alta de la provincia (detrás de Valsurbio) y la más alta de las habitadas ya que, Valsurbio, está deshabitado.
Se accede a Cardaño de Arriba a través de un desvío de la Ruta de los Pantanos a la altura de Puente Agudín.

### Relieve
Como ya se ha mencionado está situado en un valle rodeado de altas elevaciones, entre las que destacan:

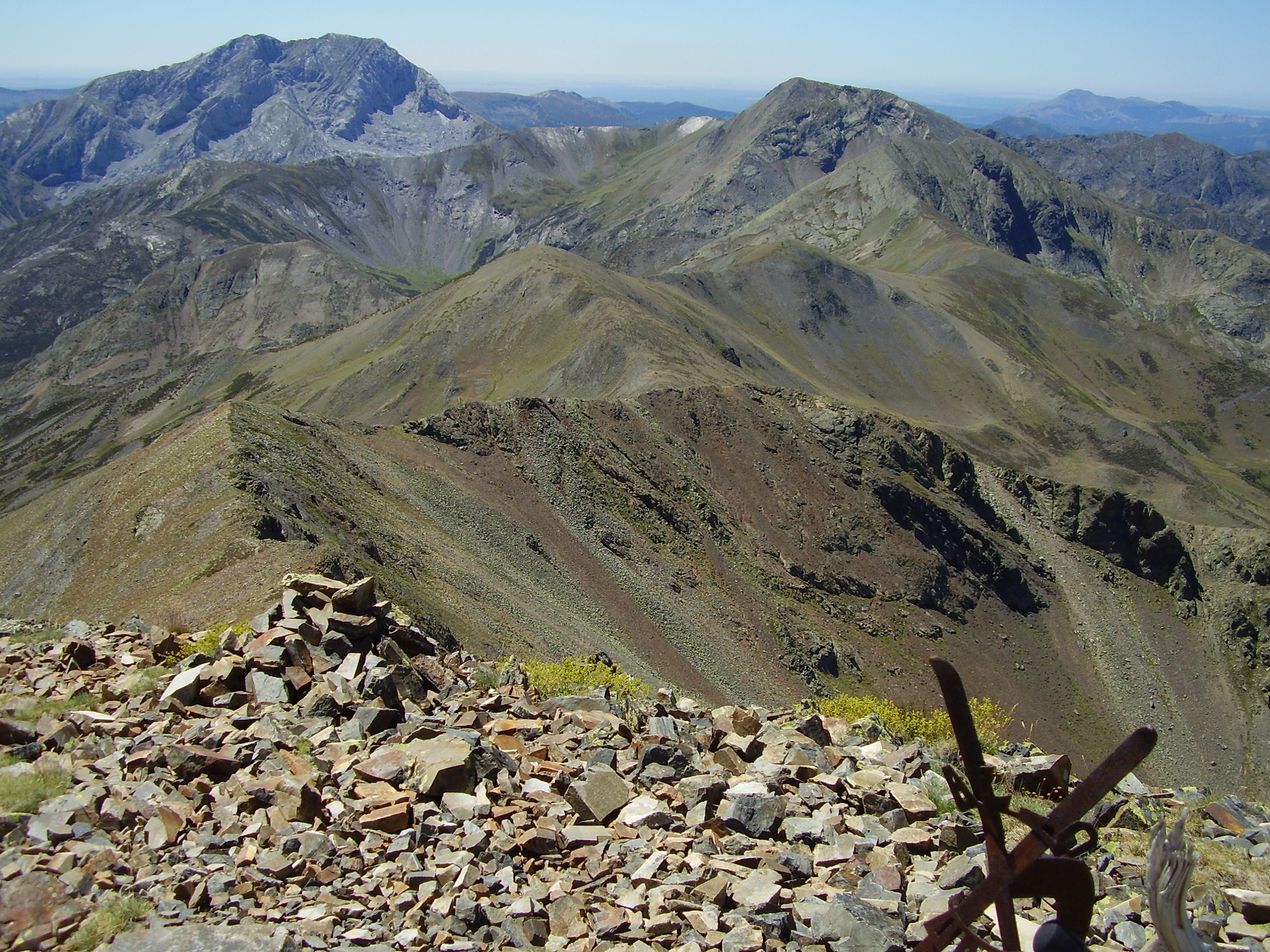
El Pico Murcia, uno de los que se encuentran próximos a la localidad.

- El Espigüete (2451m) uno de los picos más conocidos de la Montaña Palentina, no solo por su altura y por sus vistas (en días claros se llega a ver la capital palentina situada a 130km del pico en cuestión) sino por la posibilidad de acceder a su cumbre desde distintas vertientes con distintos grados de dificultad tanto para expertos como neófitos en montañismo.
- Pico Murcia (2351m): Se accede a él por el valle de Valcabe, (al norte de Cardaño de arriba) un valle con gran diversidad floral. Destaca también en este valle la fuente Bonfría (apodada así ya que independiente de la época del año el agua que mana siempre está excesivamente fría para la sensibilidad de las personas que beben de allí)

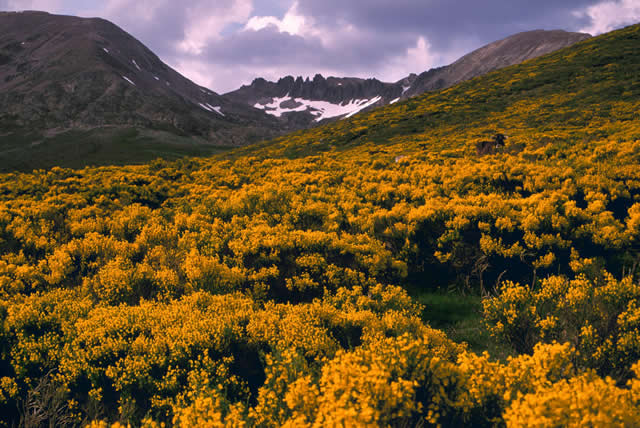
Las Agujas de Cardaño, situadas entre el Pico Cuartas y el Pico Las Lomas.

- Agujas de Cardaño (2155m): Nombradas así porque son pequeñas montañas finas y puntiagudas en forma de agujas. Situadas en la parte superior central del lago las lomas.

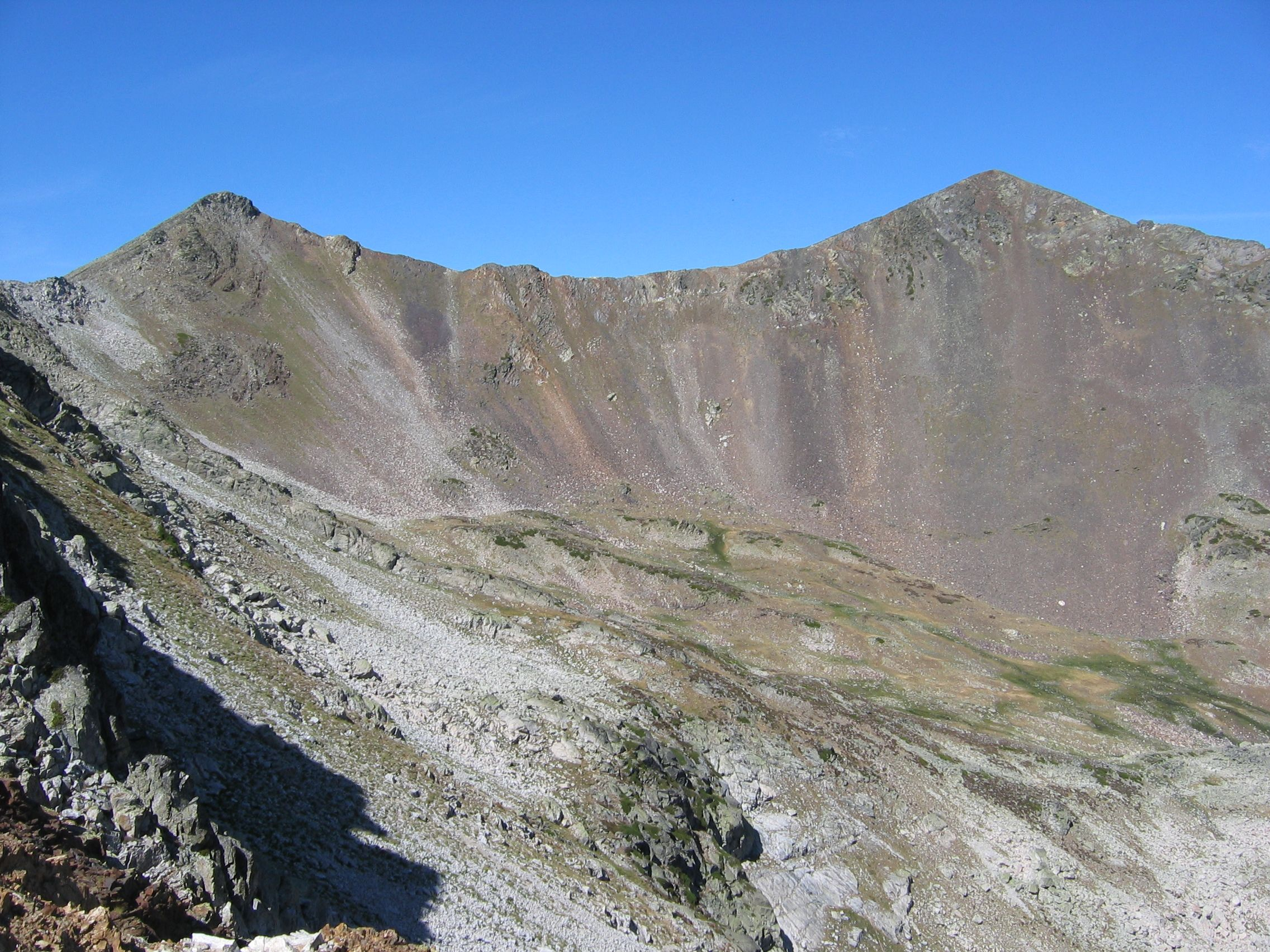
Pico Tres provincias (izquierda), una de las elevaciones en el entorno de Cardaño de Arriba y Peña Prieta (derecha).

- Mojón de Tres Provincias (2499 m): Nombrado así porque es el punto de división de las provincias de: Palencia, León y Cantabria.  Se encuentra detrás de las agujas cruzando el campo de Gibraltar. Precede a Peña Prieta.
- Peña Prieta (2539 m): Se encuentra ya en la provincia Cántabra, la única dificultad es ascender la Panda del tío Celestino.
- Otros picos que rodean al pueblo: Zahurdias, Peñas Malas (2279 m), Collado de Valcaliente, Pico Cebollera (2142 m), Pico las guadañas (2201 m), Pico Las Cuartas (2451 m); Pico El Concejo; Pico las Lomas (2430 m); El Ves (2070 m); Alto Remacedo; Collado de Vallejo; La Cancha, La Cerra; Canchas de ojeda (2193 m).

### Clima
Cardaño de Arriba es la localidad palentina que menos horas recibe de sol debido a estar situado en un profundo valle, lo que hace que en la localidad el clima sea extremadamente frío incluso en verano. Debido a ubicarse a una altitud de 1400 metros, tiene un clima continental frío con veranos suaves, Dsb según la clasificación climática de Koppen. 
Los inviernos son muy fríos tienen una temperatura media de -2,5 °C y el mes más cálido no supera los 18 °C de media. La máxima temperatura que se puede alcanzar en verano es de 32 °C y en invierno puede bajar hasta los -14 °C durante olas de frío, llegándose a registrar -22 °C en diciembre de 2009. Hay una media de días de helada (por debajo de 0 °C) de 133 días al año, la mayoría de ellas ocurren entre septiembre y junio, algunas veces en pleno verano. Esto se debe a la poca insolación en días de invierno y los continuos anticiclones que provocan el fenómeno conocido como inversión térmica, sobre todo en diciembre, dando lugar a días gélidos y secos.
Las tormentas eléctricas son frecuentes y se dan sobre todo entre mayo y septiembre, con una media de 26 días al año.
El mes con más precipitaciones es enero, con más de 120 mm, mientras que en agosto es solo de 28 mm. Anualmente se registran entre 750 y 800 mm. No olvidar que las precipitaciones en forma de nieve son muy frecuentes, y las nevadas ocurren entre noviembre y abril principalmente, registrándose una media de 40 días de nieve. En febrero de 2015 se llegó a alcanzar un espesor de hasta 200 cm de nieve, tras varios días de temporal.

### Fauna y flora
- En la zona hay osos, ciervos, rebecos, lobos...
- En Cardaño se encuentra un gran abedular, y un acebal, también se encuentran especies arbóreas como: robles, avellanos, argamones, salgueras, sotas, cagacianos, acebos, hayas, saucos, fresnos, alisos y amajomas entre otros y entre las plantas, genciana, cervuno...

## Historia
A la caída del Antiguo Régimen la localidad se constituye en municipio constitucional que en el censo de 1842 contaba con 8 hogares y 42 vecinos, para posteriormente integrarse en Alba de los Cardaños. El 20 de julio de 1974 el Ayuntamiento de Alba de los Cardaños se integró en el de Velilla del Río Carrión y el 5 de febrero de 1987 se disolvió la Junta Vecinal de Cardaño pasando a depender desde entonces de Velilla del Río Carrión.
Aunque pueda parecer una localidad con extenso territorio de monte y pasto, los límites de Cardaño apenas se extienden hacia el sur de la misma, perteneciendo los valles de Lamas y Mazobre a la localidad de Alba de los Cardaños y los valles de Ojeda y Arrilla son comunales con la misma. Sólo cuenta con el monte Público de "La Cuesta" y "La Dehesa" que son las dos pendientes en las que está enclavada la localidad. Todos los montes hacia el norte forman parte de una extensa finca privada (excepto las vegas de los valles que son fincas particulares) denominada "Los Puertos" de más de 21 km² que pertenecía al Señorío de Alba de los Cardaños subrogado en 1965 por la Baronía de Camporredondo A día de hoy sigue en manos privadas. Citada finca incluye todas las altas cumbres que rodean la localidad excepto el Espigüete.
Actualmente el pueblo cuenta con 5 habitantes censados, ya que sus habitantes emigraron a la urbe debido a las precarias condiciones de vida que conllevaba un pueblo de alta montaña por entonces sin energía eléctrica y de difícil acceso. 
Cabe destacar que la distribución eléctrica llegó al pueblo en 1979, hasta el año 1994 la localidad no poseía tuberías de agua corriente ni saneamiento, hasta 2003 no se instalaron contenedores de basura de forma continua todo el año y el alumbrado público llegó a esta localidad en el verano de 2003.
En 1989 se fundó La Asociación Cultural San Lorenzo con el fin aglutinar y organizar las fiestas, así como realizar diversas actividades culturales.
También ha sido creada recientemente la "Asociación de Propietarios Canraso" que defiende los intereses de los propietarios de fincas rústicas de Cardaño de Arriba.
Ambas asociaciones tienen sede en el local de "La Escuela" nombre heredado de su anterior uso.
En febrero de 2015 debido a las intensas nevadas un alud derribó un refugio privado situado en las inmediaciones de la localidad

### Proyecto de embalse
A finales de 1980 se proyectó realizar un embalse en los alrededores de Cardaño y canalizar la mayor parte del Río Cardaño por una tubería hasta el paraje "Pino Llano" donde estaba proyectada una central hidroeléctrica lo que hubiera dejado el río prácticamente seco a su paso por la localidad, la movilización de los vecinos impidió que el proyecto saliera adelante.

## Demografía
Con apenas veinte casas, sus vecinos acuden en vacaciones y fines de semana. Figuran censados actualmente 5 vecinos. En época estival los antiguos habitantes vuelven a Cardaño. Cuenta con apenas 17 casas.
En la década de los 80 apareció un artículo en televisión que la citaba como población abandonada y deshabitada, lo que provocó la ira de los vecinos al grito de "Cardaño Existe".
Evolución de la población en el siglo XXI
| Gráfica de evolución demográfica de Cardaño de Arriba entre 2000 y 2020 |
|                                                                         |
| Población de derecho (2000-2020) según el padrón municipal del INE      |

## Turismo
- Dentro del pueblo:

- La poza-lavadero: Restaurada por los vecinos hace algunos años, en esta poza las mujeres del pueblo lavaban la ropa antaño cuando no había agua corriente, se pueden observar las piedras donde antaño lavaban las mujeres. La poza se encuentra a unos metros del pueblo hacia el sur por la carretera de acceso al pueblo y luego tomando el sendero de El Corredor” lavaban allí porque el agua que mana de allí es más templada que la de otras fuentes y que la del propio río.
- El Chozo: Construido por los vecinos hace algunos años rememora la vida trashumantes de los pastores que venían con las ovejas a esta zona viviendo en los chozos tradicionales como este. Se encuentra en una ladera del pueblo y es visitable para todo el que desee.
- Horno de leña: Todavía queda un horno en el pueblo donde se hacía el pan.
- Prado del toro: el prado del pueblo donde se celebra la fiesta de san Lorenzo.
- Iglesia de San Lorenzo.

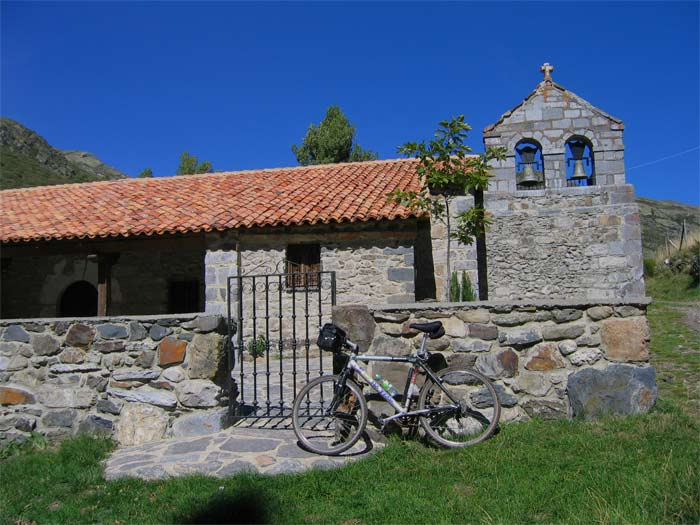
La Iglesia de San Lorenzo

- El Molino: En la actualidad está en ruinas en ese edificio se molía antaño el trigo para hacerlo harina con la fuerza del agua del río.
- Fuera del casco urbano destacan:

- Lagos de Las Lomas: Gran lago de lo que fue un antiguo glaciar, parte del invierno lo pasa cubierto de hielo y nieve, en él habitan especies protegidas como el tritón alpino.
- Cascadas de Piedrahíta: En el arroyo de Valcabe, muy cerca del pueblo
- Lagos del Ves

### Gastronomía
En esta localidad es típico el guiso de oveja y las migas de pastor.

### Festividades
Durante la época veraniega se celebran las fiestas patronales que son dos: La virgen peregrina (sábado más cercano al 2 de julio) y San Lorenzo (10 de agosto). Esta última es la fiesta principal y la que tiene más interés turístico debido a una antigua tradición en la que se conmemora la aparición de San Lorenzo y San Andrés a dos labradores. Debido a ello los vecinos de Cardaño y de Portilla de la Reina (León) salen al encuentro en la alta montaña concretamente en el paraje denominado Hontanillas (el recorrido entre las montañas no tiene gran dificultad para niños y mayores). Posteriormente todos juntos bajan a Cardaño en donde son recibidos por los dulzaineros y una refrescante sangría que preceden a la misa en la que los vecinos de Portilla (según manda la tradición) entregan a los vecinos de Cardaño velas y un real y medio. Luego se celebra una comida en la que se guisa una borrega.
Además se celebra el tradicional pasacalles que se trata de ir de casa en casa degustando pinchos al son de la charanga.